# ليون بويد
ليون بويد (بالهولندية: Leon Boyd)‏ هو لاعب كرة قاعدة هولندي، ولد في 30 أغسطس عام 1986،في فانكوفر في كندا.

## وصلات خارجية
- ليون بويد على موقعبيزبول رفرنس.كوم (الدوري الثانوي) (الإنجليزية)
- ليون بويد على موقع أوليمبيديا (الإنجليزية)